# تمیم منصور العبدالله
تمیم منصور العبدالله (انگلیسی: Tameem Al-Abdullah؛ زادهٔ ۵ اکتبر ۲۰۰۲) بازیکن فوتبال اهل قطر است.
از باشگاه‌هایی که در آن بازی کرده‌است می‌توان به باشگاه ورزشی الریان اشاره کرد.
وی همچنین در تیم‌های ملی فوتبال زیر ۲۳ سال قطر و بزرگسالان قطر بازی کرده‌است.